# Friedrich Eisenlohr (Architekt)

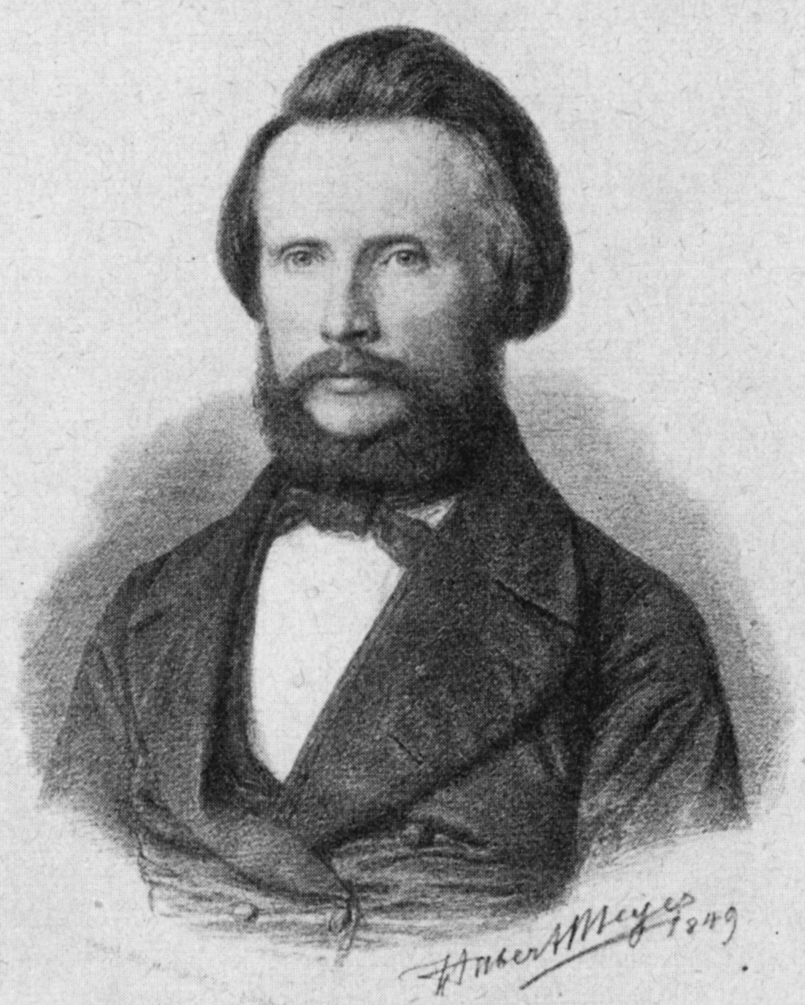
Friedrich Eisenlohr, Porträt von Hubert Meyer (1849)

Friedrich Eisenlohr (* 23. November 1805 in Lörrach als Jakob Friedrich Eisenlohr; † 27. Februar 1854 in Karlsruhe) war ein deutscher Architekt und Hochschullehrer.

## Leben
Der Sohn des Freiburger evangelischen Pfarrers und Dekans Jakob Friedrich Eisenlohr d. Ä. (1777–1854) sowie Vetter Wilhelm Eisenlohrs studierte von 1821 bis 1824 in Freiburg im Breisgau bei Christoph Arnold, dann an der Bauschule von Friedrich Weinbrenner in Karlsruhe. 1826 bis 1828 bereiste er Italien, ehe er Baueleve und 1830 Baupraktikant wurde. Ab 1832 arbeitete er als Lehrer an der Polytechnischen Oberschule in Karlsruhe, 1839 wurde er dort Professor für Konstruktionslehre. 1853 wurde er Baurat und Vorstand der Bauschule des Polytechnikums. Zu seinen Schülern gehörte Heinrich Lang.
Eisenlohr heiratete Wilhelmine von Biedenfeld (1801–1882), die Tochter von Ferdinand Friedrich von Biedenfeld (1764–1834). Sowohl Eisenlohr, als auch seine Ehefrau waren mit dem Konstanzer Maler Friedrich Mosbrugger befreundet.
Eine enge Freundschaft verband Friedrich Eisenlohr seit seiner Kindheit mit dem ebenfalls 1805 in Lörrach geborenen Landschaftsmaler und Kunstpädagogen Heinrich Meichelt, dem Sohn seines Patenonkels Christian Meichelt.

## Bauten

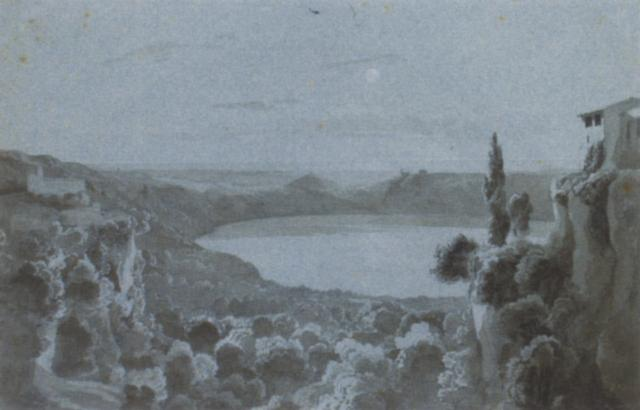
Skizze vom Nemisee, die Eisenlohr auf seiner Italienreise anfertigte

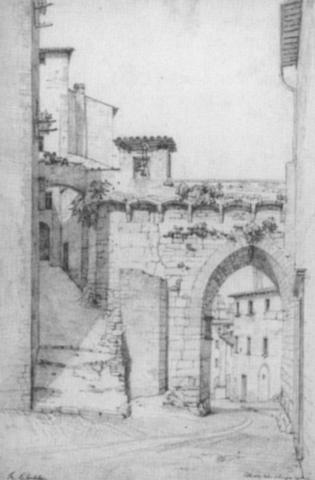
Zeichnung eines Tores in Perugia, 1827

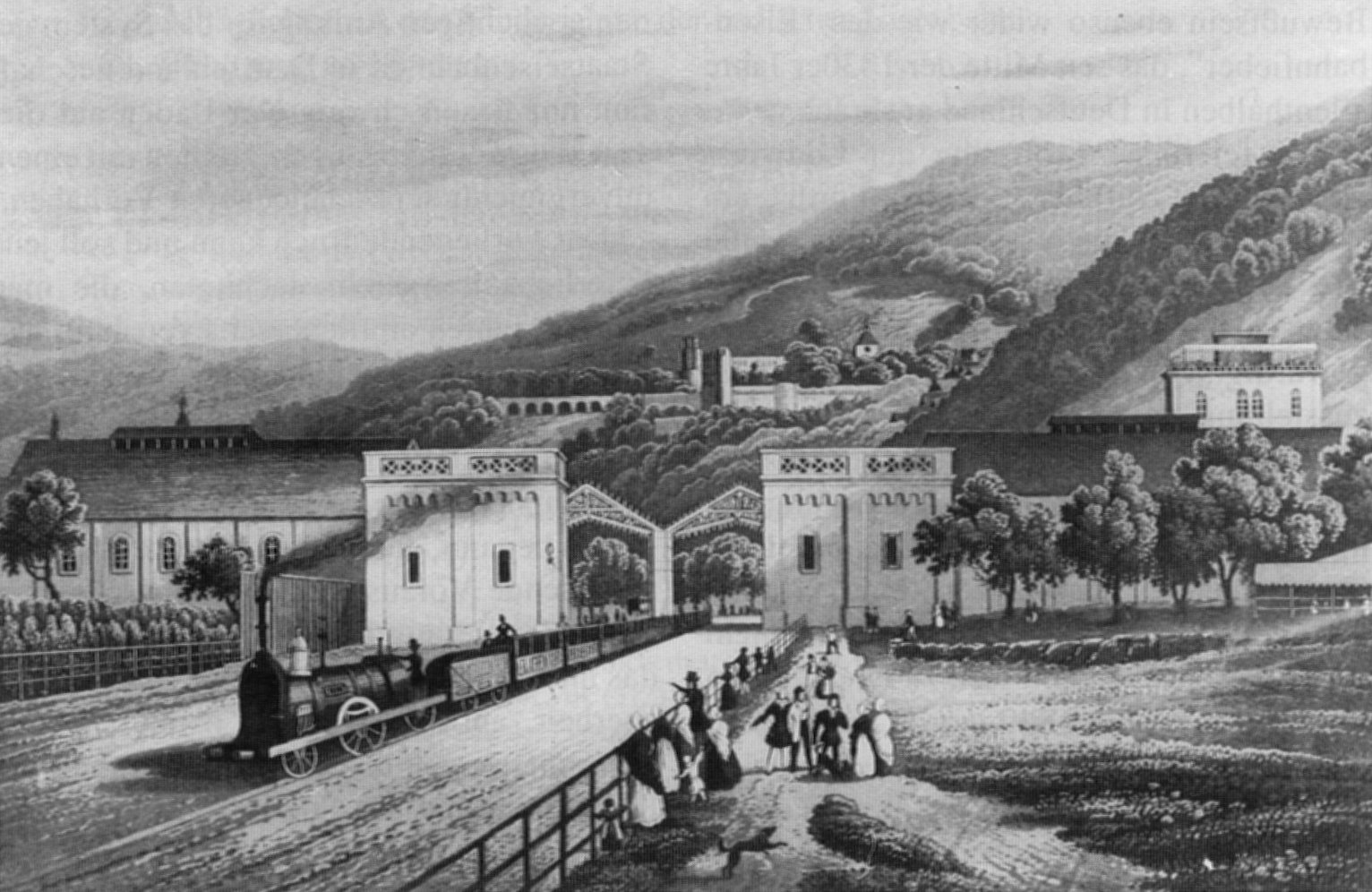
Der Heidelberger Bahnhof 1840

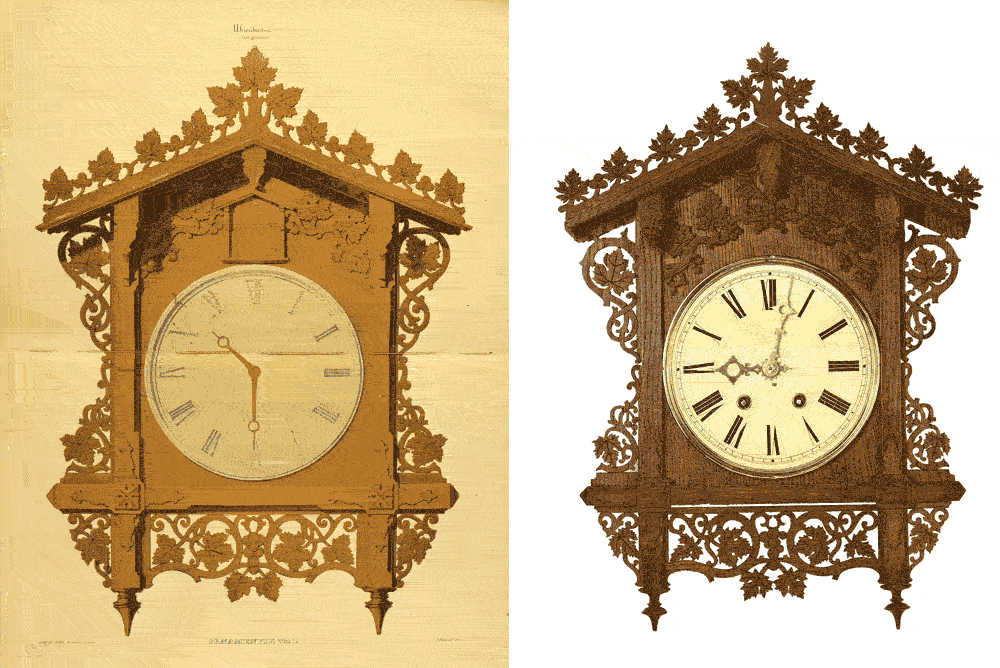
Entwurf der Bahnhäusleuhr von 1850, sowie Ausführung, um 1855

Sein Stil war von der romanischen Zeit beeinflusst. Eine seiner ersten Aufgaben als Assistent von Heinrich Hübsch war die Bauleitung bei der Umsetzung der Kirche des Klosters Tennenbach nach Freiburg, wo sie als Ludwigskirche 1839 eingeweiht worden ist.
Seit 1839 hatte er sich vor allem mit den Hochbauten der Badischen Eisenbahn befasst. Neben den Plänen zu sämtlichen Bahnhöfen der Badischen Hauptbahn zwischen Mannheim und Freiburg fertigte er Modellpläne für die über 300 Bahnwärterhäuschen, die errichtet werden sollten. Die Bahnhöfe in Mannheim und Heidelberg entstanden 1839/1840. Eisenlohrs Mannheimer Bahnhof war keine lange Existenz beschieden. Der Bau war als Kopfbahnhof angelegt und musste verlegt und neu gestaltet werden, als die Rheinbrücke nach Ludwigshafen 1867 in Betrieb ging. Der unter Eisenlohr am Rand der Innenstadt errichtete erste Heidelberger Bahnhof wurde 1955 durch einen am Stadtrand gelegenen kompletten Neubau ersetzt und abgerissen. An den ursprünglichen Standort erinnert noch die Bezeichnung der Bahnhofstraße. Es folgten 1844 bis 1846 der Bahnhof Karlsruhe sowie ebenfalls 1846 der Bahnhof Baden-Baden. Der Karlsruher Bahnhof existierte als solcher nur bis 1913, wurde aber bis in die 1960er Jahre als Markthalle weitergenutzt. Heute steht an seinem Standort das Badische Staatstheater. Erhalten sind neben dem Offenburger Bahnhof noch Bahnwärterhäuschen und kleine Stationen in Lahr, Kenzingen, Emmendingen, Orschweier, Friesenheim und Denzlingen. Vom ersten Freiburger Hauptbahnhof blieben zwei ehemalige Wagenremisen erhalten.
Eisenlohrs intensive Beschäftigung mit Bauwerken für die Eisenbahn führten dazu, dass er sich bei einem Wettbewerb um die Neugestaltung des Gehäuses der klassischen Kuckucksuhr im Jahr 1850 an der Gestaltung der Bahnwärterhäuschen seiner Zeit orientierte. Sein Entwurf der Bahnhäuslesuhr lieferte das Vorbild für die Kuckucksuhren, die seitdem produziert wurden.
Aber außer den Eisenbahnbauten sind auch andere öffentliche und private Gebäude Eisenlohrs zu erwähnen, etwa das Schloss Ortenberg (1838–1843), das Wohnhaus des Weinguts Wolf in Wachenheim aus der Zeit um 1840, das Kurhaus und die Trinkhalle in Badenweiler (1851–1853) sowie die Freiburger Kunst- und Festhalle (1846–1854).
Zudem stammt die Architektur des am 23. Juli 1852 enthüllten Preußen-Denkmals am Alten Friedhof in Karlsruhe von Eisenlohr. Er hatte es ungefähr zwischen 1850 und 1852 zusammen mit dem Berliner Bildhauer August Kiß entworfen, von dem die Figur darauf stammte.

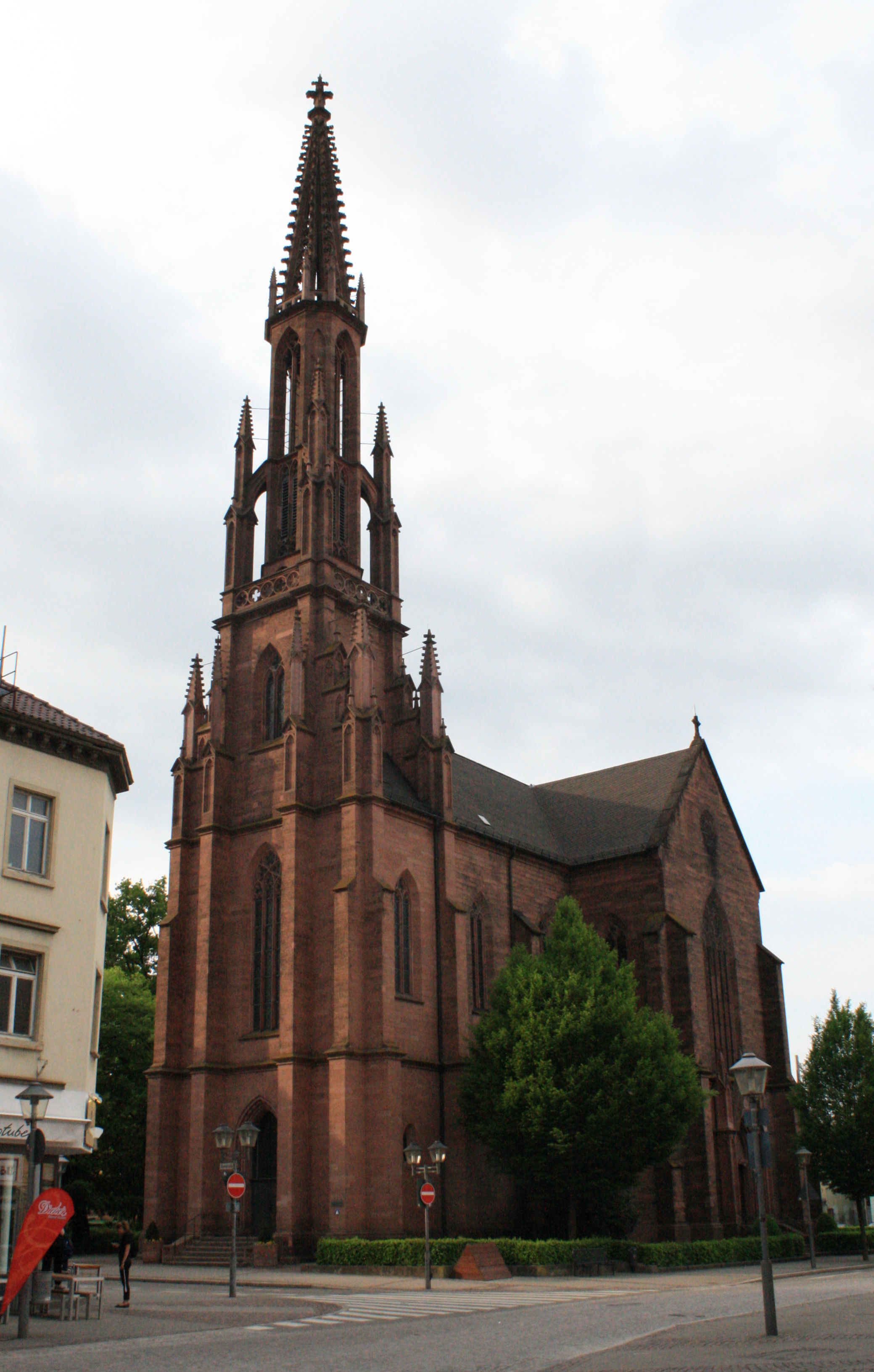
Evangelische Stadtkirche Offenburg

Neben den Profanbauten entstand die Kapelle des Alten Friedhofs in Karlsruhe (1842). Die evangelische Stiftskirche in Lahr wurde in den Jahren 1848 bis 1851 nach Plänen Eisenlohrs restauriert und erweitert und nach seinem Tod entstanden noch die von ihm geplanten evangelischen Stadtkirchen in Baden-Baden und Offenburg. Allerdings wurde hier längst nicht mehr alles verwirklicht, was Eisenlohr vorgesehen hatte. In Offenburg wurde die Planung zunächst dem Architekten Eduard Hermann übertragen, der vor allem den Turm anders konzipierte als von Eisenlohr geplant. Aber auch Hermann starb über der Bauzeit und sein Nachfolger Ludwig Arnold veränderte die Pläne noch weiter. Außerdem wurde die Bauzeit durch Geldmangel hinausgezogen. Die Kirche wurde 1886 durch einen Sturm beschädigt und geriet durch die Bombardierungen des Offenburger Bahnhofs im Zweiten Weltkrieg in Gefahr. Mehrere Fialen und die Chorfenster fielen den Kampfhandlungen zum Opfer. In der Zeit nach dem Zweiten Weltkrieg wurden mehrfach Sanierungsarbeiten und Umgestaltungen vorgenommen.

## Auszeichnungen
- 1842: korrespondierendes Mitglied Royal Institute of British Architects
- 1832: Ehrenmitgliedschaft der Schweizerischen Gesellschaft für Ingenieure und Architekten

## Schriften
- Friedrich Eisenlohr: Ornamentik in ihrer Anwendung auf verschiedene Gegenstände der Baugewerke. Ausgeführt oder zur Ausführung entworfen von F. Eisenlohr. Karlsruhe 1849, 1861, [1867], online (1867): , , .
- Friedrich Eisenlohr: Bauverzierungen in Holz zum praktischen Gebrauch für Zimmerleute, Tischler und sonstige Holzarbeiter. Aus des Verfassers Ornamentik besonders zusammengestellt, entworfen und ausgeführt von F. Eisenlohr. Karlsruhe [1851 bis ca. 1870].
- Friedrich Eisenlohr: Ausgeführte oder zur Ausführung bestimmte Entwürfe von Gebäuden verschiedener Gattung als Unterrichtsmittel für Gewerb- und technische Schulen, so wie für Baumeister. Karlsruhe [1852–1859].
- Friedrich Eisenlohr (Hrsg.); K. Klunzinger: Mittelalterliche Bauwerke im südwestlichen Deutschland und am Rhein. 1. Heft: Zisterzienser-Kloster Maulbronn. Mit einer artistischen Beschreibung von Dr. K. Klunzinger. Karlsruhe 1853; uni-karlsruhe.de (PDF) – uni-karlsruhe.de (PDF).
- Friedrich Eisenlohr (Hrsg.); F. Feederle (Aufnahme):  Holzbauten des Schwarzwaldes. Aufgenommen von F. Feederle. Karlsruhe 1853, online:.
- Friedrich Eisenlohr (Hrsg.); Jakob Hochstetter: Mittelalterliche Bauwerke im südwestlichen Deutschland und am Rhein. 2. Heft: St. Michaels Kapelle zu Kiederich. Karlsruhe 1857, uni-karlsruhe.de (PDF).
- Friedrich Eisenlohr: Sammlung von Hochbauten der Großherzoglich Badischen Eisenbahn, enthaltend Bahnhöfe, Stationen und Bahnwartshäuser, Ansichten, Schnitte und Grundrisse. 3 Bände, Karlsruhe 1865–1873.